# 八尋麻衣
八尋 麻衣（やひろ まい、1998年11月23日 - ）は、日本の元AV女優。マインズ所属。

## 略歴
2018年5月、SODクリエイトの「青春時代」レーベル専属女優としてAVデビュー。
2018年9月より専属を離れ、企画単体女優となる。
2019年3月に行われたSOD AWARD2019で新人女優賞を受賞。
2021年2月23日付でマインズを退所し引退する事を発表。

## 人物
鳥取県出身。
趣味は温泉・読書、特技は剣道（二段）・書道（五段）。
高校生の時に友人が紗倉まなをリツイートしたことで紗倉がAV女優であることを知り、元々可愛い女の子が好きだったことと好奇心から紗倉をきっかけにツイッターでAV女優を見つけてフォローするのが日課にそしてその道に興味を持ち始める。
人並みに恋愛をしてきたが、AVの世界に入ったらこれまで経験したことのない事が出来るのではと思い、今しかできないとの思いも相まってAV女優となった。AV女優になるためのプロダクション探しは、フォローしていた女優のツイッターから始めた。
演技力が高く、AVライターの本末ひさおは「バーチャル世界でおじさんが成り済ました美少女」など難しい役どころもこなした点を評価している。

## 出演作品

### アダルトDVD
2018年
- 「オナニーだけじゃ我慢出来ないんです」 八尋麻衣 19歳 SOD専属 AVデビュー（5月10日、SODクリエイト）
- 「おチ○チンが欲しくて我慢出来ない…」 限界禁欲明けの騎乗位性交（6月7日、SODクリエイト）
- 清楚なフリしてスケベな妄想少女 デビュー前の未公開初SEX（6月27日、SODクリエイト）※FANZA動画配信限定
- 「お金とかいいからチ○ポ挿れて?」 おじさん大好き援交J○娘（7月12日、SODクリエイト）
- おじさんと体液交換 接吻、舐めあい、唾飲みせっくす（8月9日、SODクリエイト）
- ディープス20周年記念スペシャル作品! 顔出し解禁!! マジックミラー便 王道2018 未成年の素人ビキニ限定 10人本番成功祭り! 2枚組8時間! 真夏の海ではしゃいでいた10代の水着素人女子のうぶなキツキツオマ○コに人生初のデカチン挿入とハードピストンで激イキ!! 総勢20人!（9月19日、ディープス）他出演:瀬名きらり、大橋桃菜、五月女千夏、芹沢ゆうり、吉岡沙華、桃尻かのん ほか
- 最愛の娘。近親相姦SWAP。交錯する父の欲望。 〜お父さん以外の男性と初めて過ごした2泊3日間〜 全2部作 Part1（9月20日、ひよこ）※「麻衣」名義　共演:えみる
- 妹よ…義父と義兄と実兄。 〜汗だくグショグショ近親相姦日記〜（9月27日、FIRST STAR）※「麻衣」名義
- ガチンコ素人応援プロジェクト 気がかりな童貞弟を残し他家に嫁ぐ心優しいお姉ちゃん。 婚約者との初夜を迎えるその前に、二十年来、貴方を想い続けた弟を近親相姦筆おろししてください!（9月28日、赤面女子）※「ヒロミ」名義　他出演:リオン、マイ、アミ
- 若者のセックス離れって本当!?街で見かけた一般の男女に謝礼でキスのお願い!その後二人っきりにさせたら謝礼なしで進展はあるのか!? 3（10月10日、ホットエンターテイメント）他出演:心音にこ、泉りおん、凪沙ゆう、楓まい ほか
- 【未公開】秘密の連続射精コレクション。 〜ひよこ女子のかわいすぎる手コキフェラで“2発も3発も”精子枯れ果てるまで…〜（10月11日、ひよこ）共演:えみる　他出演:あおい、しおり、そら、はな、ひなの、まい、まい、みお、みき、みく、ゆかり
- ブルマ穿いてるし全然OK! 教室で着替えるクラスメイトが、パンチラ防止のブルマと体操着姿になって「男の子ってこういうの好きでしょ?」と聞かれた日にはやるしかない。（10月25日、SWITCH）共演:あおいれな、瀬乃ひなた
- 風俗とは無縁の高学歴お嬢様女子大生の皆さん! デカチン童貞君とヌルヌル素股ソープ体験してみませんか? 極小ビキニでおっぱいポロリ泡泡洗体、密着ディープキス混浴、ローションマット素股のフルコーススペシャル! イってるところにさらに追撃ピストン連続中出し編（10月26日、赤面女子）他出演:水原乃亜、川菜美鈴、結まきな
- 「ハタシテ黒髪ノ地味デ芋クサイ女子学生ハ平日ノ真ッ昼間ニナゼ中年男性宅ヲ訪レタノカ?」 よく見れば、とても綺麗な顔立ちをした美少女で、一日中汚しまくってやったのサ（11月1日、キチックス）
- 最愛の娘。近親相姦SWAP。加速する父の欲望。 〜お父さん以外の男性と初めて過ごした2泊3日間〜 大乱交編!!（11月8日、ひよこ）共演:えみる
- 地味だけどエロイ!すぐにイクイク!全身性感帯! 街の本屋さんで働く眼鏡で控えめ系女子は実は…調教されたがるアニオタど変態娘だった。 S級素人出演!! Vol.006（11月9日、S級素人）※「マイコ」名義　他出演:スズ
- それ!お尻見えちゃってるよね!クラスメイトのニーハイ太ももとスカートが激ヤバに短くて下尻見えちゃってしかもプリプリお尻に食い込むTバック! ニーハイTバック女子○生の甘い吐息を聞きながら包み込まれました。（11月22日、SWITCH）共演:心音にこ、熊野あゆ
- 「せんせい、おっぱいちっちゃいー」と園児に言われ恥ずかしい思いをしている現役ちっぱい保育士の皆さん! 小さいながらもすごく敏感なピンク乳首を童貞君に吸わせてもらえませんか? コンプレックスのおっぱいを嬉しそうに吸う童貞君に母性本能出まくりで、たくさん甘えさせながら筆おろし! 何回も中出しさせてくれました!（11月23日、赤面女子）他出演:泉りおん、茜はるか、熊野あゆ
- エッチなうわさが絶えない一見清楚な女子学生まいちゃんは、毎日が精液漬けのビッチちゃんで、ご近所さんの共同性処理玩具だった…。（11月25日、オーロラプロジェクト・アネックス）
- 一般男女モニタリングAV 徹底比較!「愛情VS巨根」 仲良しカップル限定 30日間の禁欲生活をした素人女子大生と彼氏がプロAV男優と人生初の3P! 2 セックスもオナニーも禁止されて感度が上がりきった彼女が求めたのは最愛の彼氏とのイチャラブよりも突然現れたデカチン男優との寝取られハードピストンセックス! 早漏彼女が彼氏にも見せたことのないアエぎ顔で何度も迎える大絶頂は1度限りでは終わらない! 4組合計45イキ!（12月7日、ディープス）※「かおり」名義　他出演:ももこ、あやか、さやか
- 走る尻（12月7日、OFFICE K'S）他出演:明音ひかる、浅井梨杏、愛里るい、白石ももか、優木いおり、蓮実クレア
- 微乳Aカップスレンダー妹 敏感乳首!&超美尻! 美少女中出しSEX! 「お兄ちゃんとエッチするの大好き♡」（12月11日、ケートライブ）
- 校内イチ真面目で可愛いあの娘は\交中出し女子●生（12月14日、S級素人）※「まい」名義
- 乳首こねくり回し感じまくり電車痴漢 3（12月19日、アパッチ）他出演:水原乃亜、梨杏なつ、岬澪、天希ユリナ
- 無言痴女 声の出せない状況でこっそり誘惑してくる淫乱女たち（12月21日、OFFICE K'S）他出演:森下美怜、平手茜、夢乃美咲、愛里るい、一之瀬恋
- 銀河級美少女とずっと見つめっぱなしでエッチしよっ♥ 004 女優のたまご まい（12月28日、宇宙企画）※「まい」名義
- 帰省して久々に会った妹と親には内緒の近親相姦中出し性交（12月28日、TMA）
- ちっちゃなやひろちゃんのちっちゃなおマ○コ… Aカップ純朴娘に中出し!! やひろちゃん 149cm Aカップ（12月29日、ビッグモーカル）※「やひろ」名義

2019年
- 小悪魔挑発美少女（1月1日、MARRION）
- 新人限定 ベロチュウ 舐めまくり制服リフレ Vol.004（1月11日、宇宙企画）
- 【奇跡】女子校生デリヘルを呼んだらオカズにしてた友達で強制生中出し!! 2（1月11日、BAZOOKA）他出演:宮崎あや、咲々原リン、優梨まいな
- 街角シロウトナンパ vol.37 女子大生をガチ口説き（1月11日、プレステージ）※「まい」名義　他出演:あかり、ゆい、まなみ、ゆり
- ナンパJAPAN検証企画! 「絆を深めるには混浴が一番って知ってましたか?」 新入社員編!! 街で見かけた仕事中の男上司と女部下が二人きりで初めての混浴体験! 但し用意された水着は極小マイクロビキニのみ! 場所はラブホテルのジャグジー! ヌレ透けポロリおっぱいの誘惑に理性を保つ事はできるのか!?（1月25日、ナンパJAPAN）※「ひろみ」名義　他出演:ありさ、あき
- 引きこもりの娘は昔のままのAカップ! そして無職になったお父さんとの真っ昼間、親子水入らず2人っきりのいやらしい時間!!（1月29日、思春期フィクション）
- 青い誘惑 弄ばれる家庭教師（2月1日、禁断の果実）
- デビュー前の初々しい素人時代に撮影した超貴重蔵出しSEXを収録! 3レーベルから厳選大放出! SOD専属女優たちの「これが本当の初撮り」映像集SP! 総勢15名! 8時間2枚組（2月7日、SODクリエイト）他出演:一ノ瀬梓、ゆみ、白瀬ななみ、小泉ひなた、若宮穂乃、河合向日葵、橋本菜都、高牟礼れな、百岡いつか、野々原なずな、今井夏帆、高本りさ、本田美香、大沢カスミ
- 突然、どろっどろ精子が降り注がれる日常 学園生活で「常にぶっかけ」女子○生 2（2月7日、SODクリエイト）共演:七海ゆあ、ひなた澪、神谷充希、美咲かんな
- 完全着衣映像 濡れてテカってピッタリ密着 神スク水（2月7日、親父の個撮）
- SEXの逸材。 VOL.35 （秘）性癖を曝け出す美少女を激撮 見た目からは想像できないスケベな欲望がカメラの前で弾け飛ぶ!（2月15日、プレステージ）他出演:あかり、まい、エリカ
- まじ卍イキ! イキッぱ敏感女子10名の狂い咲き限界オマ○コ! 指マン追撃オナニー（2月15日、プリモ）他出演:音羽美玲、夢咲ひなみ、望月りさ、武田真、持田栞里、山井すず、つくしみか、森川アンナ ほか
- ツインテールミニスカニーハイ美少女中出し性交（2月22日、TMA）共演:倉木しおり、加藤ももか、結まきな
- 1週間禁欲素人男性20人vs1か月禁欲AV女優! 欲情大乱交スペシャル!!（3月7日、SODクリエイト）
- 私立パコパコ女子大学 女子大生とトラックテントで即ハメ旅 18（3月8日、プレステージ）※「ちひろ」名義　他出演:しおり、りん、めい
- 大学で一番人気の可愛いアイドル女子大生とまさかのデリヘルで対面!憧れのアイドルが僕のチ●ポでアヘ顔晒してヨガリまくる!!（3月8日、BAZOOKA）他出演:枢木あおい、あべみかこ、玉木くるみ
- 制服美少女ごっくんアルバイト 中年限定デリバリー全身リップ精飲ヘルス（3月19日、エムズビデオグループ）
- 毎朝見かけるニーハイ太ももパンチラ女子○生が可愛くてチ○ポ硬くしてたら、『おにいさんのスケベ。』とほっぺを膨らませて怒り顔。でもすぐにウルウルした目で僕を見つめてくる、ツンフワ小悪魔だった。 6（3月21日、SWITCH）
- 素人ヘアヌード大図鑑 〜二十歳の美少女編（4月12日、S級素人）
- 地方教員の禁断裏バイト 真弓（4月21日、豊彦企画）※「真弓」名義
- ちっぱい美少女がビックンビックン 種付3Pアクメ覚醒! (4月27日、シャーク)
- 最強属性 32 (5月3日、プレステージ)
- いいなりドMな貧乳美少女 (5月14日、ケードライブ)
- ディープキス歯科クリニック (7月11日、ROCKET) 共演:香苗レノン
- びしょ濡れ女子○生雨宿り強制わいせつ 4 (8月23日、TMA) 共演:有村のぞみ、柏木まい
- 八尋麻衣 レズ解禁 私、あべみかこちゃんとじゃなきゃレズ解禁しません! (10月7日、ビビアン) 共演：あべみかこ
- 仲良し2人が初めて本気で愛し合うレズビアン (11月25日、セレブの友) 共演:野々原なずな

### イメージDVD
- 清純ラッキースター（2018年9月23日、CRANE）※「水澤ななみ」名義[6]

### VR
2018年
- 妹はめちゃくちゃ僕のことが大好きなブラコン! 家族で温泉旅行の夜、障子の向こう側に両親がいるのに… 小悪魔な誘惑で、こっそり内緒の近親相姦（8月24日、SODクリエイト）
- 僕のことを大好きなブラコン妹は声優志望、めちゃくちゃ可愛い甘えボイスで耳元囁き&耳舐め 「お兄ちゃん大好き」と何度も囁くバイノーラル密着ラブラブ近親相姦（9月5日、SODクリエイト）
- 妹が巨乳の友達を連れてきて僕の部屋で勉強会。 パンチラ胸チラ見放題の中、巨乳に見とれる僕にブラコンの妹が嫉妬! それを面白がり友達の誘惑がエスカレートしそのままエッチに突入! 妹も交えて4Pハーレムセックス!（9月21日、SODクリエイト）共演:北川りこ、真白ここ
- 露出調教VR いいなりMっこ彼女とファミレスで。（10月5日、SODクリエイト）
- あま〜いボイスのJD彼女とヒソヒソ耳勃起の妊娠淫語で子作り中出しSEX（11月30日、ケイ・エム・プロデュース）
- 密室で抵抗も虚しく無慈悲に… 学園恥辱編 「こんな事する先生…じゃないじゃん…やめてぇ!先せぇ!もぅ…いやぁ〜!」 フェラだけのはず中出しまでヤり暴力淫行 「この遅漏野郎が!」と睨み罵られる度激しさ増す猛烈ピストンで絶叫絶頂11回（12月8日、ブイワンVR）
- 新人限定ベロチュウ舐めまくり制服リフレ Vol.002（12月14日、ケイ・エム・プロデュース）
- 美少女愛 まい（12月20日、WOW!）※VR-1グランプリ(2018) エントリー作品
- デカ尻ブルマ女子と部活合宿VR バレー部のむっちり肉厚ヒップを超堪能!ド迫力ハーレムSEX体験（12月28日、kawaii*）共演:神谷充希、一ノ瀬梓、皆月ひかる

2019年
- 顔だけで選んだデリヘル嬢がマジで大当たり! 本番禁止のハズが興奮剤を飲ませたら自ら生中出しを懇願してきたガチエロバニーちゃん!（1月11日、ケイ・エム・プロデュース）
- 新少子化対策法可決!初対面でいきなり恋に落ち即子作り!街のお蕎麦屋さんで働く眼鏡地味子で恥ずかしがり屋のまいちゃんと恥じらい初SEX（1月18日、ケイ・エム・プロデュース）
- べろを見続けるVR（1月30日、ケイ・エム・プロデュース）他出演:森沢かな、篠宮ゆり、あべみかこ、本田岬、飛鳥りん、玉木くるみ、加藤ももか、早乙女らぶ、枢木あおい、美泉咲
- 女淫魔主導VR! 超可愛い彼女と余裕のリア充生活を楽しんで居たら、『リア充はムカつく!!』とあべみかこサキュバスに乗っ取られて…（1月31日、ケイ・エム・プロデュース）共演:あべみかこ
- マンスジレオタードの教え子と一緒にストレッチしてたら、我慢できずに学校には言えない秘密の関係で生中出しSEX (3月2日、ケイ・エム・プロデュース）

## 出版

### ポーズ集
- スーパー・ポーズブック ヌード●刀剣アクション編 (コスミック・アート・グラフィック)（2019年5月23日、 コスミック出版）撮影：KANJI、監修：島本耕司

### 雑誌
- 週刊実話 2018年6月7日号（日本ジャーナル出版） - グラビア「初脱ぎ」
- 週刊プレイボーイ 2018年8月6日号（集英社） - グラビア「19歳、夏。濡れて、開いて。」

## 出演

### テレビ
- ケンコバのバコバコテレビ（2019年6月～7月頃、サンテレビ）
- あべみかこのAAですけど何か?（2020年1月4日、2月2日、エンタ!959）

### ラジオ
- とにかく明るい安村のとにかく丸裸（2018年6月30日榎本美咲さんと、7月7日加藤ももかさんと、文化放送）

### イベント
- SOD AWARDS 2019（2019年3月21日、都内某高級ホテル)[7]

- 台湾 TAE台湾アダルト博覧会 ※ソフトオンデマンドブースゲスト (2019年8月2～4日、台北)